# Miriam Hopkins
Pour les articles homonymes, voir Hopkins.

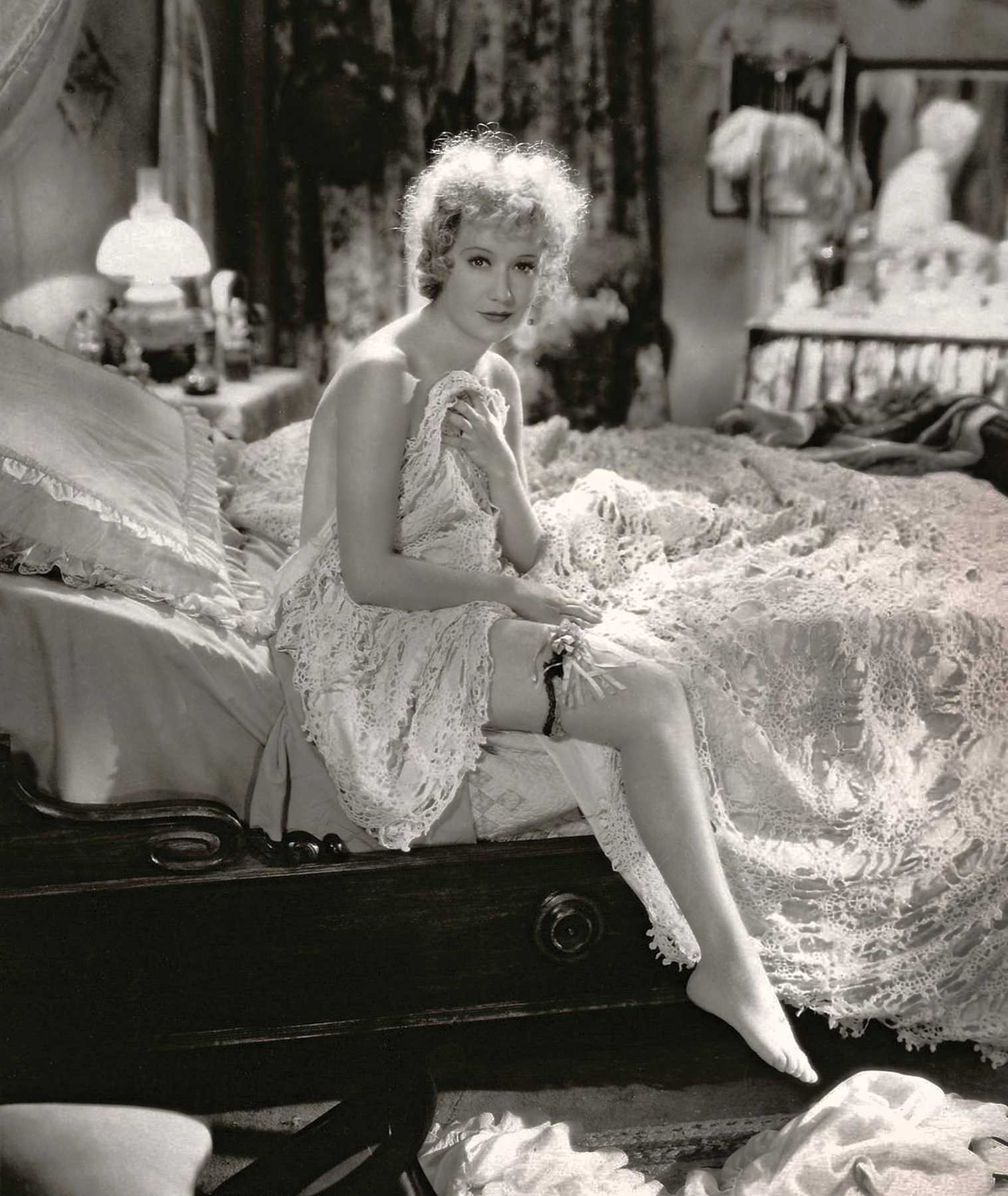
Miriam Hopkins dans Dr Jekyll et Mr Hyde (1931).

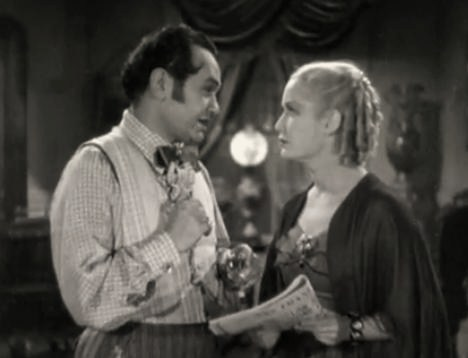
Edward G. Robinson et Miriam Hopkins dans Ville sans loi (Barbary Coast - 1935)

Miriam Hopkins, née le 18 octobre 1902 à Savannah en Géorgie et morte le 9 octobre 1972  à New York, NY, est une actrice américaine.

## Biographie
Née à Savannah, Georgie et élevée à Bainbridge, elle finit ses études dans le Vermont et à l'université de Syracuse à New York. À 20 ans, elle devient « chorus-girl ». En 1930, elle signe un contrat avec la Paramount Pictures, et tourne son premier film : Fast and Loose.
Au cours des années 1930, elle joue dans Le Lieutenant souriant (1931), Docteur Jekyll et M. Hyde (1931), Becky Sharp (1935), pour lequel elle obtient une nomination à l'Oscar de la meilleure actrice, Ville sans loi (1935), Ils étaient trois (1936) et La Caravane héroïque (1939). Son film le plus marquant de cette époque reste le chef-d'œuvre d'Ernst Lubitsch Sérénade à trois (1933) où elle impose un personnage plein de charme et d'esprit. Elle est une des stars sophistiquées du cinéma pré-Code des années trente, 
Miriam Hopkins a fait partie de la cohorte d'actrices auditionnées pour le rôle de Scarlett O'Hara dans Autant en emporte le vent. Elle partait avec un avantage sur ses concurrentes, étant la seule à être vraiment originaire de Géorgie. Mais cela ne suffira pas, et le rôle ira à Vivien Leigh, talonnée par Paulette Goddard.
Bette Davis écrira plus tard que l'insécurité dont souffrait Miriam Hopkins la conduisait à des comportements de forte rivalité sur les plateaux. Après leurs deux collaborations, La Vieille Fille (1939) et L'Impossible Amour (1943), Miriam Hopkins ne tourne plus pendant 6 ans. La carrière de Hopkins au cinéma n'égale pas sa carrière théâtrale.
Elle tourne à nouveau en 1949 dans L'Héritière de William Wyler, où elle passe au second plan derrière Olivia de Havilland, puis elle revient à la comédie en incarnant la mère de Gene Tierney dans La Mère du marié en 1951. Par la suite, elle travaille avec Wyler à deux reprises (Un amour désespéré avec Laurence Olivier et Jennifer Jones) et Russ Meyer. Miriam Hopkins fait sa dernière apparition notable sur le grand écran dans La Poursuite impitoyable d'Arthur Penn, aux côtés de Marlon Brando, Robert Redford et Jane Fonda. Elle partage l'affiche de son dernier film en 1970 avec Gale Sondergaard (1899–1985).
Elle tourne un peu pour la télévision, intervenant dans les séries Au-delà du réel et Route 66 (pour un épisode avec Ralph Meeker), interprétant des adaptations de F. Scott Fitzgerald et Jean Cocteau (1961), un sujet original de Gore Vidal (1955), croisant Otto Kruger et Carolyn Jones, Ronald Reagan (1962) et Sally Field (1969).
Elle a été mariée quatre fois : à l'acteur Brandon Peters, à l'aviateur Austin Parker, au réalisateur Anatole Litvak, et au journaliste correspondant de guerre Raymond B. Brock. En 1932, Miriam Hopkins adopte un garçon, Michael Hopkins.
Elle meurt à New York d'une crise cardiaque, neuf jours avant de fêter ses 70 ans.
Elle a deux étoiles sur le Hollywood Walk of Fame : une pour le cinéma au 1701 Vine Street, et une pour la télévision au 1708 Vine Street.

## Filmographie
- 1928 : The Home Girl (court-métrage) d'Edmund Lawrence
- 1930 : Fast and Loose de Fred C. Newmeyer : Marion Lenox
- 1931 : Le Lieutenant souriant (The Smiling Lieutenant) d'Ernst Lubitsch : Princesse Anna
- 1931 : Vingt-quatre Heures (24 Hours) de Marion Gering : Rosie Duggan
- 1931 : Dr Jekyll et Mr Hyde (Dr. Jekyll and Mr. Hyde) de Rouben Mamoulian : Ivy Pearson
- 1932 : Two Kinds of Women de William C. de Mille : Emma Krull
- 1932 : Les Danseurs dans la nuit (Dancers in the Dark) de David Burton : Gloria Bishop
- 1932 : Le Monde et la Chair (The World and the Flesh) de John Cromwell : Maria Yaskaya
- 1932 : Haute Pègre (Trouble in Paradise) d'Ernst Lubitsch : Lily
- 1933 : La Déchéance de miss Drake (The Story of Temple Drake) de Stephen Roberts : Temple Drake
- 1933 : Le Retour de l'étranger (The Stranger's Return) de King Vidor : Louise Starr
- 1933 : Sérénade à trois (Design for Living) d'Ernst Lubitsch : Gilda Farrell
- 1934 : All of Me de James Flood : Lydia Darrow
- 1934 : She Loves Me Not d'Elliott Nugent : Curly Flagg
- 1934 : La Femme la plus riche du monde (The Richest Girl in the World) de William A. Seiter : Dorothy Hunter, alias Sylvia Lockwood
- 1935 : Becky Sharp de Rouben Mamoulian et Lowell Sherman : Becky Sharp
- 1935 : Ville sans loi (Barbary Coast) de Howard Hawks : Mary 'Swan' Rutledge
- 1935 : Splendor d'Elliott Nugent : Phyllis Manning Lorrimore
- 1936 : Ils étaient trois (These Three) de William Wyler : Martha Dobie
- 1936 : Les hommes ne sont pas des dieux (Men Are Not Gods) de Walter Reisch : Ann Williams
- 1937 : La Femme que j'aime (The Woman I Love) de Anatole Litvak : Mme Helene Maury
- 1937 : Madame poursuit Monsieur (Woman Chases Man) de John G. Blystone : Virginia Travis
- 1937 : SOS vertu ! (Wise Girl) de Leigh Jason : Susan 'Susie' Fletcher
- 1939 : La Vieille Fille (The Old Maid) d'Edmund Goulding : Delia Lovell Ralston
- 1940 : La Caravane héroïque (Virginia City) de Michael Curtiz : Julia Hayne
- 1940 : La Femme aux cheveux rouges (Lady with Red Hair) de Curtis Bernhardt : Mrs. Leslie Carter
- 1942 : A Gentleman After Dark d'Edwin L. Marin : Flo Melton
- 1943 : L'Impossible Amour (Old Acquaintance) de  Vincent Sherman : Millie Drake
- 1949 : L'Héritière (The Heiress) de William Wyler : Lavinia Penniman
- 1951 : La Mère du marié (The Mating Season) de Mitchell Leisen : Fran Carleton
- 1952 : Les Bannis de la Sierra (The Outcasts of Poker Flat) de Joseph M. Newman : la duchesse
- 1952 : Un amour désespéré (Carrie) de William Wyler : Julie Hurstwood
- 1961 : La Rumeur (The Children's Hour) de William Wyler : Mrs. Lily Mortar
- 1964 : Fanny Hill (en) de Russ Meyer : Mrs. Maude Brown
- 1966 : La Poursuite impitoyable (The Chase) d'Arthur Penn : Mrs. Reeves
- 1969 : Savage Intruder de Donald Wolfe : Katharine Parker

## Théâtre
- 1921 : Music Box Revue
- 1923 : Little Jessie James
- 1925 : Puppets
- 1925 : Lovely Lady
- 1926 : An American Tragedy
- 1927 : The Garden of Eden
- 1927 : Excess Baggage
- 1929 : Flight
- 1929 : The Camel Through the Needle's Eye
- 1930 : Ritzy
- 1930 : His Majesty's Car
- 1931 : Anatol
- 1933 : Jezebel
- 1942 : The Skin of Our Teeth
- 1944 : The Perfect Marriage
- 1947 : Message for Margaret
- 1957 : Look Homeward, Angel